# Dürnfeld, Kappel am Krappfeld
Dürnfeld je naselje v Občini Kappel am Krappfeld v Okraju Šentvid ob Glini na Koroškem v Avstriji.